# Crédit agricole d'Orange
Le bâtiment de la banque Crédit Agricole d'Orange, dans le Vaucluse, est un bâtiment regroupant les activités de bancaires et d'assurances de ce groupe, sur la commune.

## Histoire
Le bâtiment date de 1975, sur les plans de Max Bourgoin. Il est labellisé " Architecture contemporaine remarquable " en 2020.